# Базилика Ecce Homo
Базилика Ecce Homo (ивр. בזיליקת הנה האיש‎) — римско-католическая церковь и место христианского паломничества в мусульманском квартале в старом городе Иерусалима по дороге к Львиным воротам.

## Традиция
Согласно Евангелию от Иоанна (Иоанна. 19), прокуратор Иудеи Понтий Пилат показал народу Иерусалима после бичевания Иисуса Христа, одетого в багряницу и увенчанного терновым венцом, желая получить сочувствие толпы.
Пилат опять вышел и сказал им: вот, я вывожу Его к вам, чтобы вы знали, что я не нахожу в Нем никакой вины.
Тогда вышел Иисус в терновом венце и в багрянице. И сказал им Пилат: се, Человек! 
Когда же увидели Его первосвященники и служители, то закричали:
распни, распни Его! Пилат говорит им: возьмите Его вы, и распните; ибо я не нахожу в Нем вины (Иоанна. 19:4-6).
Событие это происходило позднего утра Страстной пятницы, согласно традиции, в иерусалимской претории рядом с крепостью Антония. Сейчас на этом месте расположена базилика Ecce Homo.

## Здание церкви

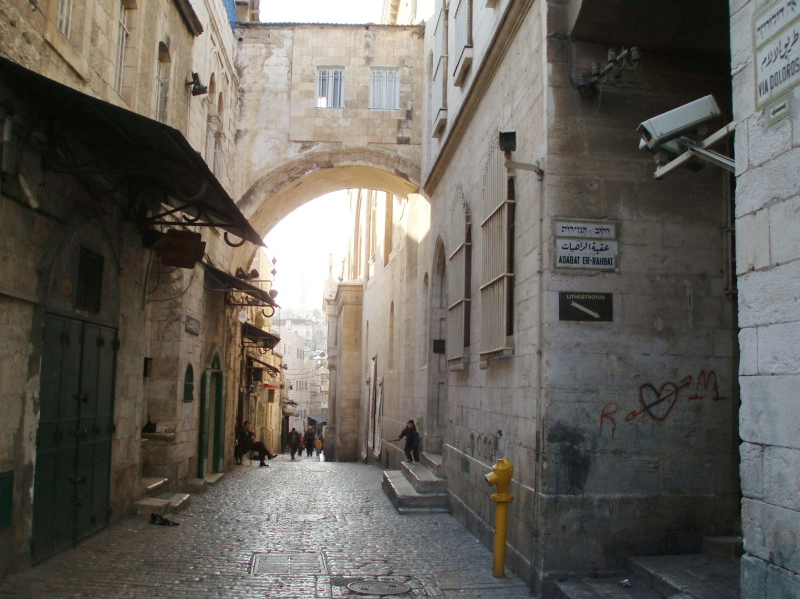
Арка Ecce Homo на Виа Долороза. С правой стороны обозначен вход в литостротон в подземелье базилики

Как здание базилики так и прилегающее здание монастыря Богоматери Сиона построены во второй половине XIX века. В 1857 году Альфонс Ратисборн приобрел этот участок с руинами зданий и задействовал архитекторов Оноре Даумета и Кристофера Эдуарда Мауса для постройки церкви и монастыря основанного им ордена сестер Сиона. Постройки были завершены и освящены в 1864 году.
Церковь построена сбоку старого форума Элии Капитолины, построенного после приказа римского императора Адриана в 131 году на месте разрушенного Иерусалима. В подвале церкви находится лифостротон, или по-еврейски гаввафа, где Понтий Пилат представил иудеям Иисуса Христа после бичевания:
Пилат, услышав это слово, вывел вон Иисуса и сел на судилище, на месте, называемом лифо́стротон, а по-еврейски Гаввафа. 
Тогда была пятница перед Пасхою, и час шестый. И сказал Пилат Иудеям: се, Царь ваш! (Иоанна. 19:13-14)
Церковь переведена в статус базилики папой Львом XIII в 1902 году.